# Felső-Bajorország
Felső-Bajorország (németül: Oberbayern) (kormányzati) kerület Bajorországban, 4 719 716 lakossal (2020). A kerület székhelye München.

## Kerületrészek

### Járási jogú városok
1. München
2. Ingolstadt
3. Rosenheim

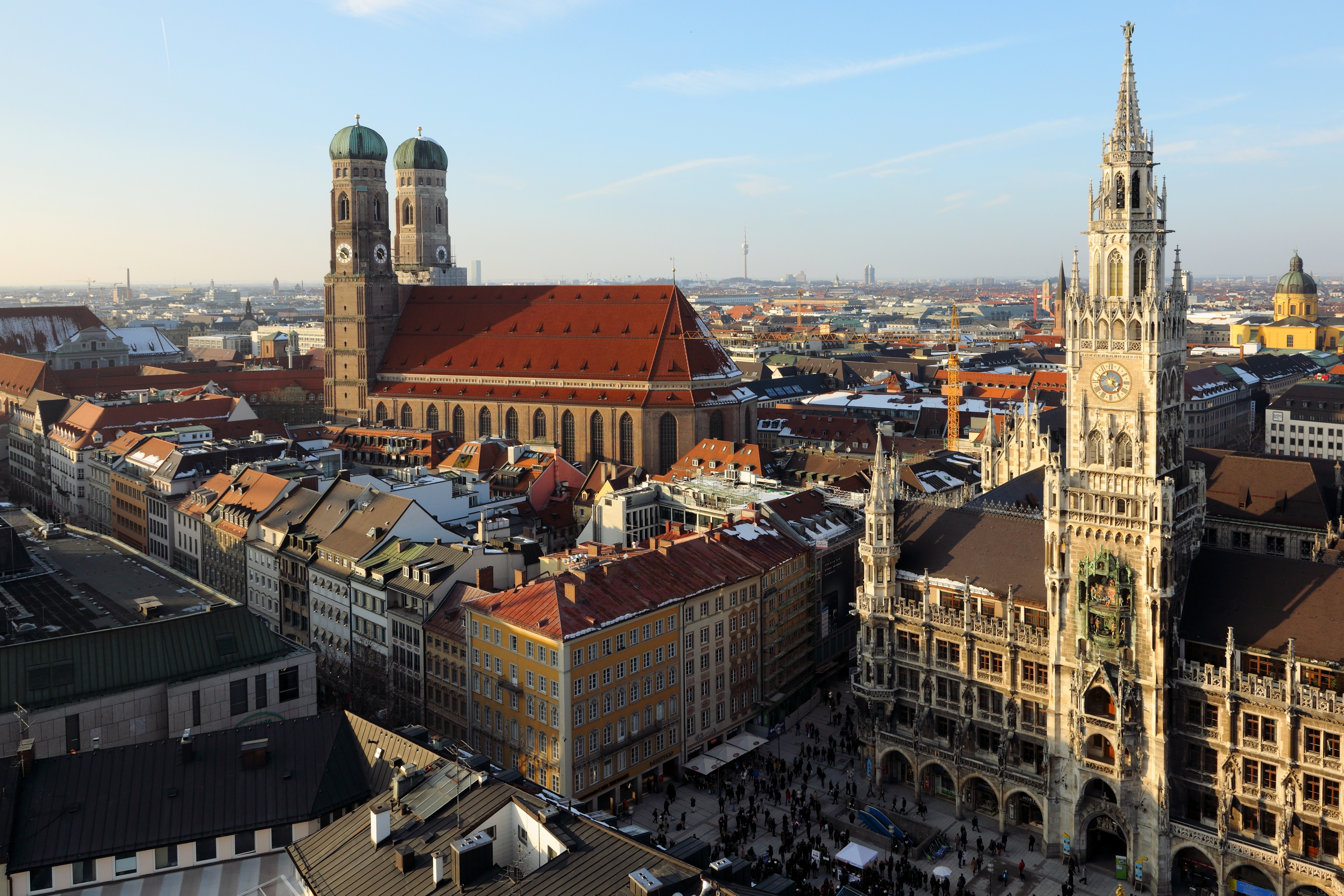
München
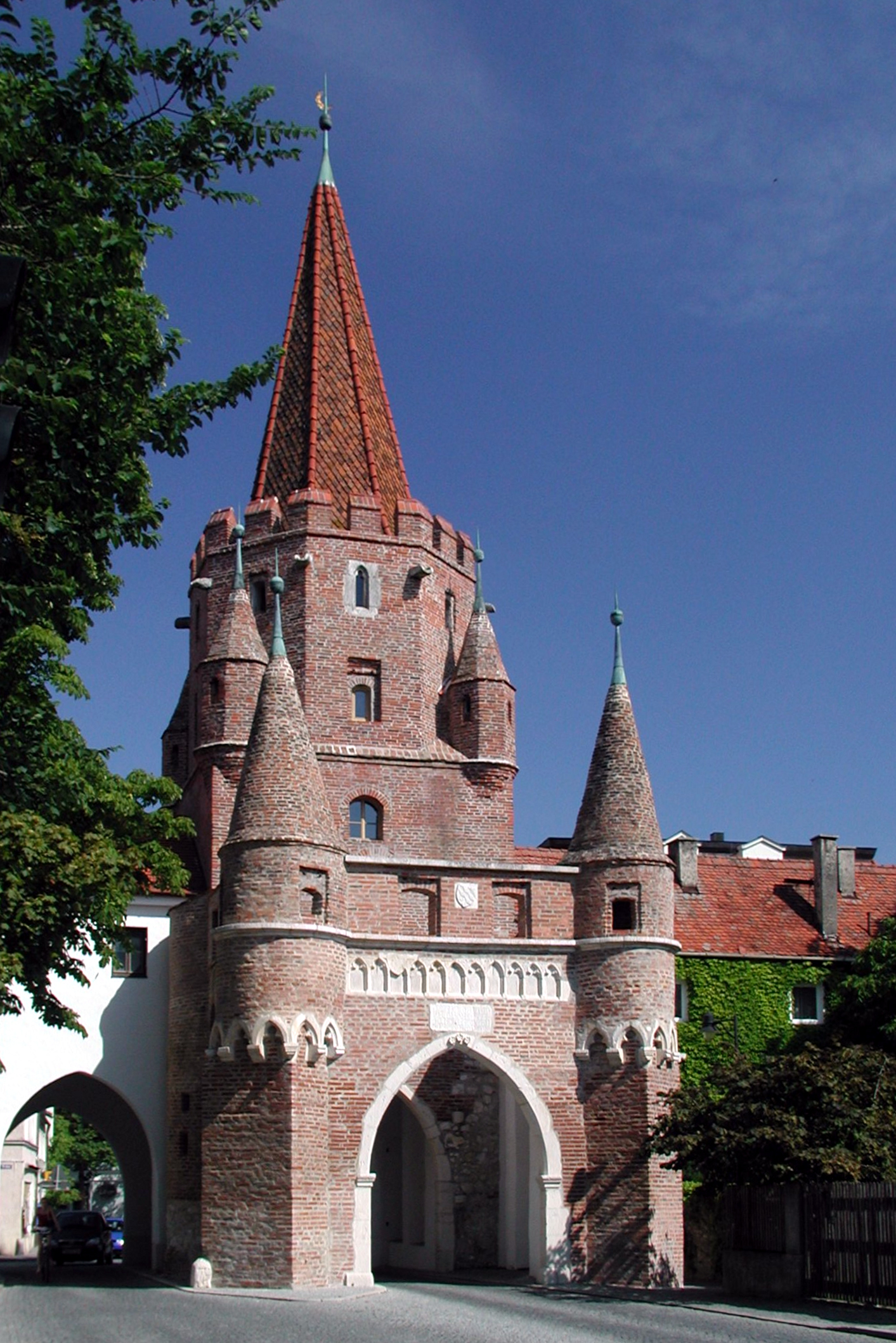
Ingolstadt
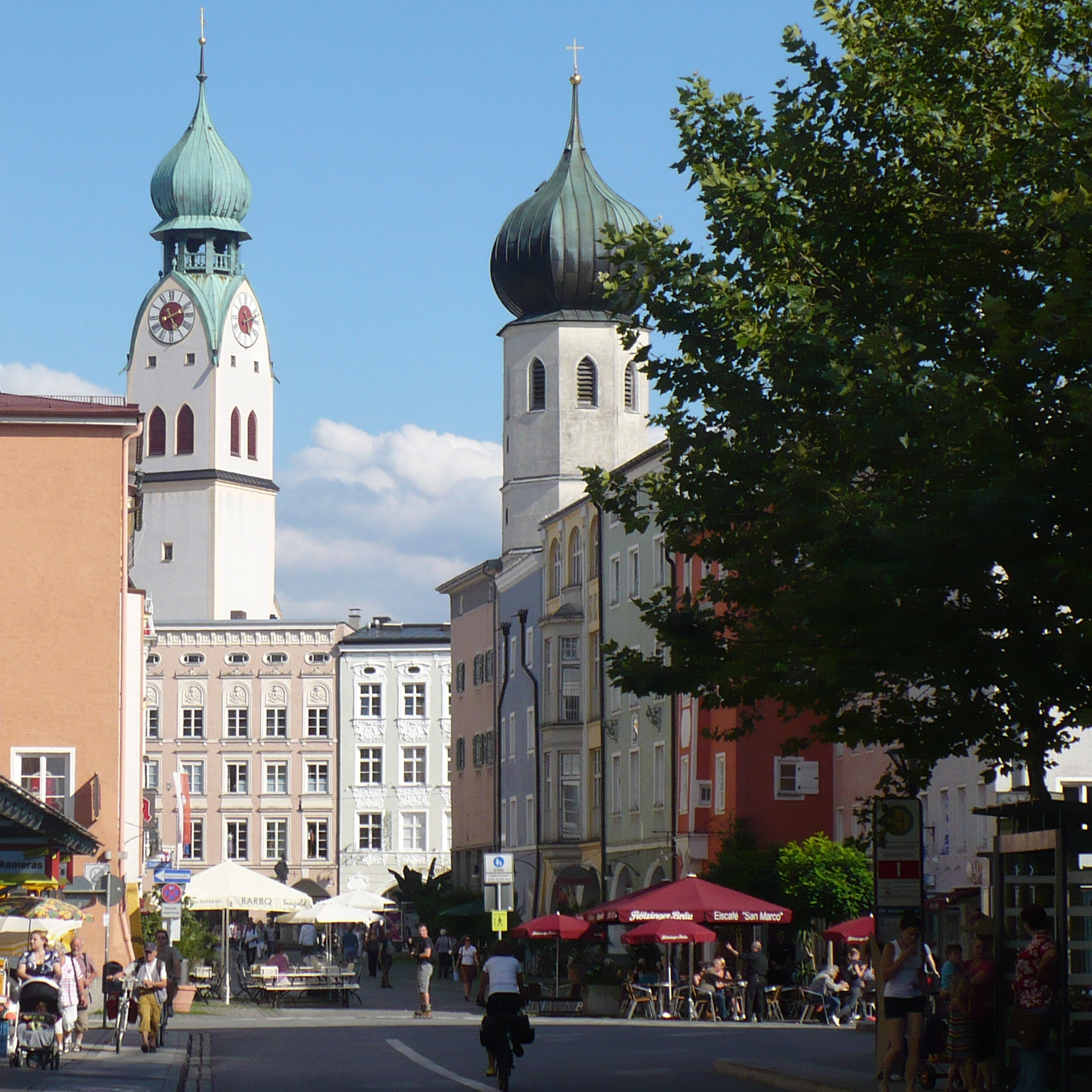
Rosenheim

### Járások
- Altötting járás
- Bad Tölz-Wolfratshausen járás
- Berchtesgadener Land járás
- Dachau járás
- Ebersberg járás
- Eichstätt járás
- Erding járás
- Freising járás
- Fürstenfeldbruck járás
- Garmisch-Partenkirchen járás
- Landsberg am Lech járás
- Miesbach járás
- Mühldorf am Inn járás
- München járás
- Neuburg-Schrobenhausen járás
- Pfaffenhofen an der Ilm járás
- Rosenheim járás
- Starnberg járás
- Traunstein járás
- Weilheim-Schongau járás

## Külső hivatkozások
- Bezirk Oberbayern